# Gewöhnlicher Halbblattfingergecko
Der Gewöhnliche Halbblattfingergecko (Hemiphyllodactylus typus) ist eine Art der Halbblattfingergeckos, die vor allem in Südostasien und im Westpazifik verbreitet ist.

## Merkmale und Lebensweise

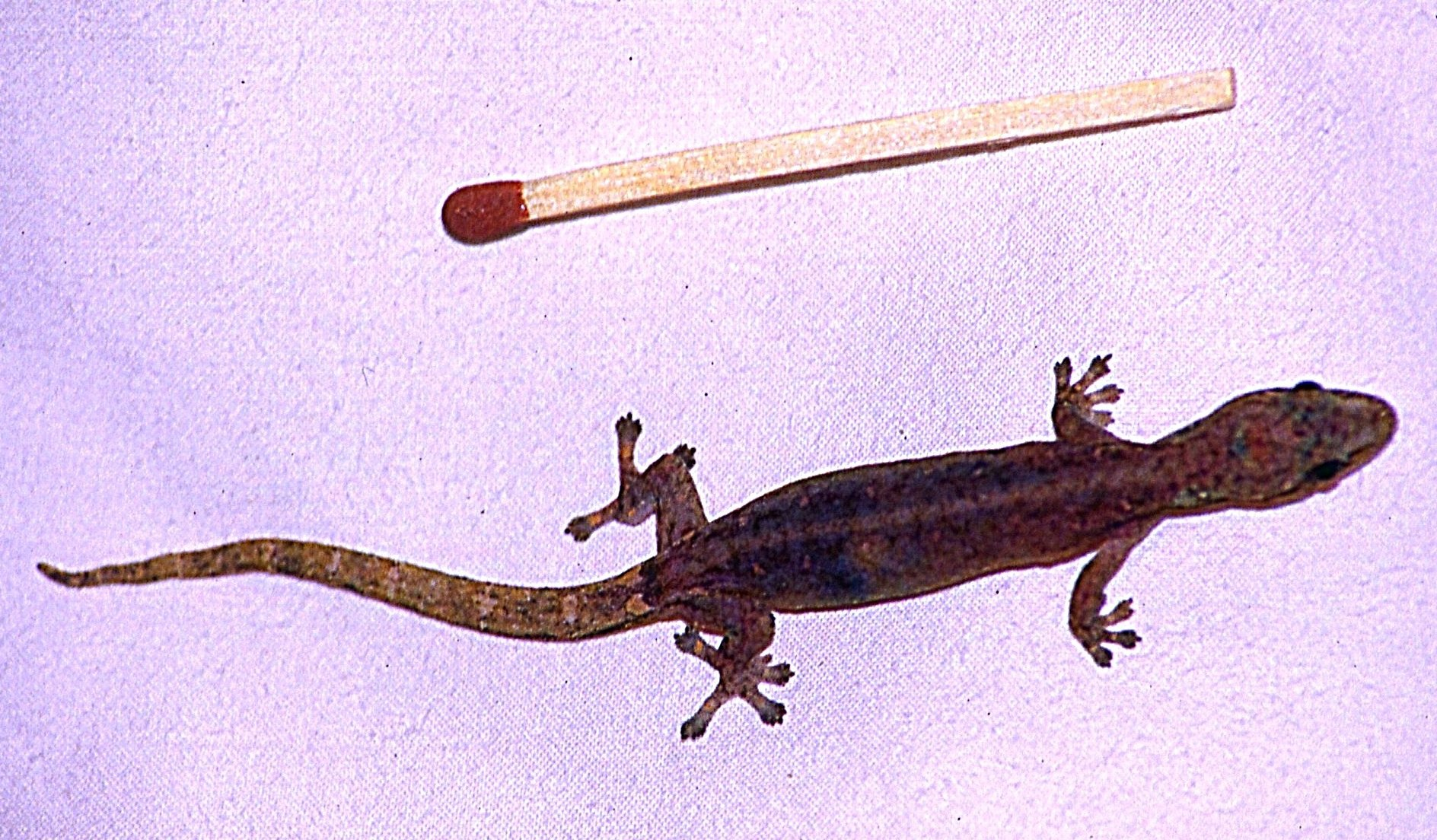
Größenvergleich mit einem Streichholz bei einem Gecko auf Réunion

Die Unterart H. t. typus hat eine Gesamtlänge von 6 bis 8 Zentimetern und eine Kopf-Rumpf-Länge von 3,3 bis 4,5 Zentimetern. Der Körper ist schlank mit einer hellen rosagrauen Farbe. Auf dem Rücken und Beinen finden sich keine Tuberkel. Krallen fehlen jeweils an den inneren Zehen. Der Schwanz hat im Querschnitt eine runde Form.
Die Geckoart ist parthenogen, d. h. sie pflanzt sich eingeschlechtlich fort und Populationen bestehen daher nur aus Weibchen, die jedoch präkloakale und Femoralporen besitzen.
Die Weibchen legen für gewöhnlich zwei klebende Eier an Bambus und unter Baumrinde und Ähnlichem, die eine Größe von etwa 5 bis 7 Millimetern haben. Die frisch geschlüpften Geckos haben eine Größe von 3,5 Zentimetern bei einer Kopf-Rumpf-Länge von 2 Zentimetern. Die Art ist nachtaktiv.

## Verbreitungsgebiet und Gefährdungsstatus
Die Art ist in Südostasien und auf Pazifikinseln weit verbreitet. Sie lebt auf Hawaii (Hawaii, Kauai, Lanai, Molokai, Maui und Oahu), Französisch-Polynesien (Marquesas und Gesellschaftsinseln), den Cook-Inseln und weiter westlich auf Fidschi (Viti Levu und Vanua Levu), Tonga (Samoa, ʻEua, Tongatapu, Vavaʻu und Tonga-Ata), Neukaledonien und Vanuatu. In Japan kommt die Art im äußersten Süden auf den Inseln Iriomote-jima und Miyako-jima vor. Zudem ist sie im Süden Taiwans, auf den Philippinen, Malaysia und Indonesien verbreitet sowie auf Sri Lanka und den indischen Nikobaren und Maskarenen. Auf dem südostasiatischen Festland kann die Art in Singapur, Thailand und Vietnam gefunden werden.
Hemiphyllodactylus typus wird von der IUCN aufgrund ihres großen Verbreitungsgebiets als nicht gefährdet eingestuft.

## Systematik

Zeichnung von Spathodactylus mutilatus in Iconographia Zoologica

Der Gewöhnliche Halbblattfingergecko wurde 1860 als Typusart der Gattung Hemiphyllodactylus von Pieter Bleeker erstbeschrieben. Daraus leitet sich somit vermutlich das Artepitheton typus ab.
In der Literatur verwendete Synonyme sind zeitlich sortiert:
- Hemiphyllodactylus typus Bleeker, 1860
- Ptyodactylus gracilis Bleeker, 1860
- Platydactylus crepuscularis Bavay, 1869
- Spathodactylus mutilatus Günther, 1872
- Lepidodactylus crepuscularis Boulenger, 1883
- Spathoscalabotes mutilatus Boulenger, 1885
- Lepidodactylus ceylonensis Boulenger, 1885
- Hemiphyllodactylus ceylonensis Stejneger, 1899
- Hemiphyllodactylus crepuscularis Stejneger, 1899
- Hemiphyllodactylus leucostictus Stejneger, 1899
- Lepidodactylus auranticus Shelford, 1901